# Močidelský potok
Močidelský potok je potok, který pramení a protéká v severní části okresu Kladno ve Středočeském kraji. Jeho délka je zhruba 2100 metrů a je levostranným přítokem Vranského potoka.
Potok pramení v nadmořské výšce 295 m v lesíku na západním okraji městyse Vraný. Asi tak po 250 metrech napájí bývalý Farský rybník severně od vranského zámku a kostela svatého Jana Křtitele. Dnes je tento rybník využíván jako koupaliště. Potok dále protéká obcí na několika místech potrubím nebo otevřeným příkopem. Teče stále východním směrem a zhruba 1200 metrů za obcí, v místech zvaných U Práče, proteče malým rybníkem a pak se ihned zleva vlévá do Vranského potoka v nadmořské výšce 255 metrů.